# 德尼亚
德尼亚，是西班牙巴伦西亚自治区阿利坎特省的一个市镇。总面积66km2，总人口33342人（2001年），人口密度505人/km2。

## 友好城市
- 法國 绍莱